# موزائیک اسکندر
پاره‌چین اسکندر یا موزائیک اسکندر  یا پاره‌چین نبرد ایسوس از نقاشی‌های پاره‌چین روی زمین در پمپئی روم (ایتالیا کنونی) است که نبرد ایسوس را نمایش می‌دهد. درست در شمال میدان عمومی در پمپئی، بعد از معبد فورتونا آگوستا و در امتداد ویکولو دل فاونو، بازدیدکنندگان یکی از محبوب‌ترین خانه‌های شهر را خواهند دید. خانه فائون که نام خود را از مجسمه برنزی یک موجود افسانه ای به همین نام گرفته است. این خانه بزرگ که در قرن دوم قبل از میلاد ساخته شد، در زمان خود نمادی از ثروت و تجمل بود. این ملک دارای موزاییک های زیبا در کف اتاق های مختلف بود. با این حال، معروف‌ترین موزاییک را می‌توان در تبلینوم، درست فراتر از دهلیز یافت.نبرد ایسوس در ۳۳۳ سال پیش از میلاد (ماه نوامبر) و در جنوب شبه جزیره آناتولی روی داده‌است. این پیکار نخستین نبرد مستقیم اسکندر با سپاه تحت فرماندهی داریوش سوم بود. این نقاشی از نوع مُعَرَّق‌کاری است. در این اثر اسکندر در سمت چپ سوار بر اسب محبوب خود بوکفالوس و داریوش سوم در سمت راست، سوار بر ارابه طلایی دیده می‌شود. این اثر که قدمت آن متعلق به قرن اول پیش از میلاد است در خانه فان ایتالیا، موزه آثار باستانی ناپل نگهداری می‌شود.
این موزائیک در کنار موزائیک ممنتو موری و موزاییک غذا جزو معروف ترین موزاییک های پمپئی است

## موضوع

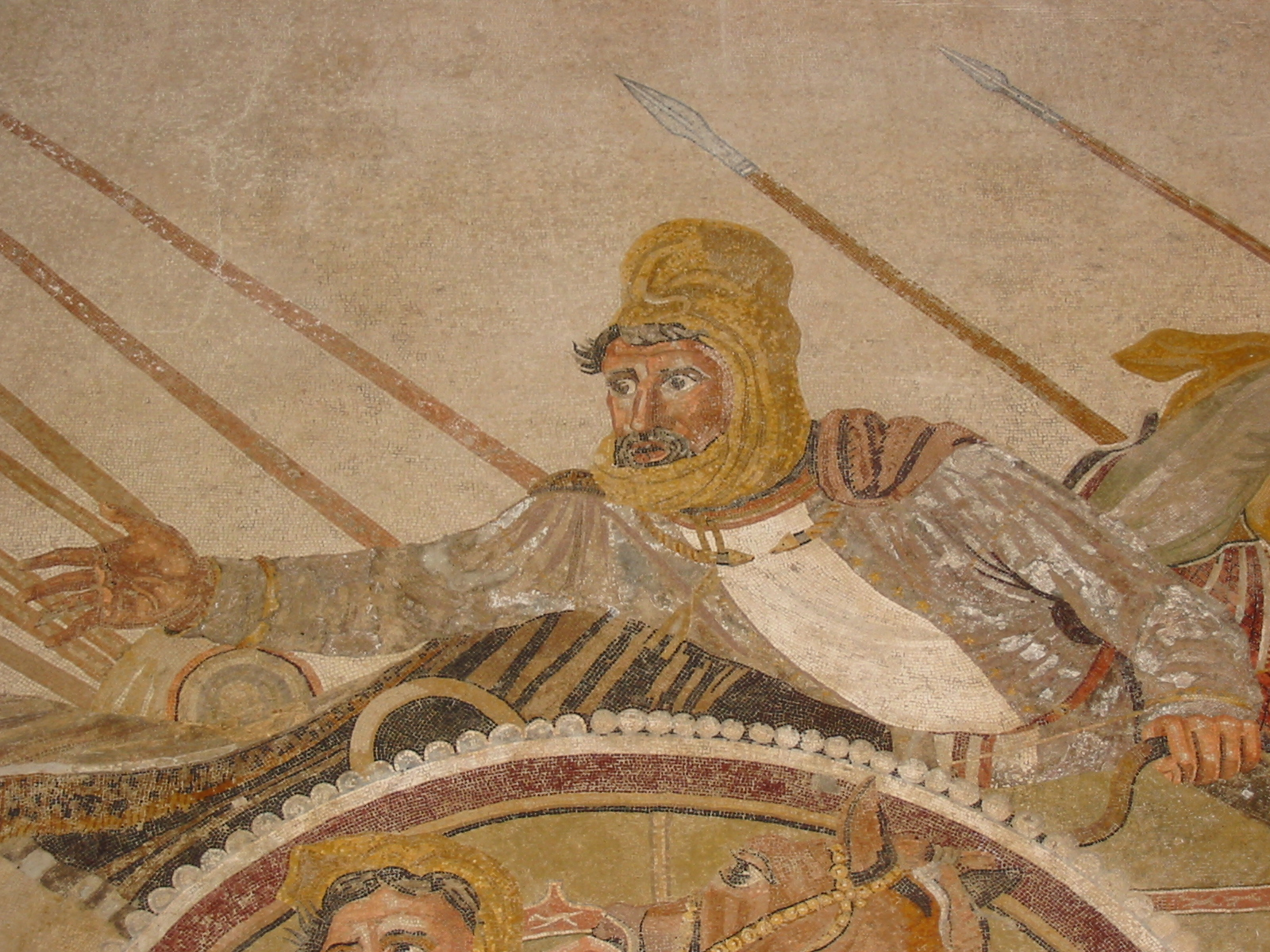
نمایی از داریوش سوم

این نقاشی موزائیکی نبردی را نشان می‌دهد که در سال ۳۳۳ قبل از میلاد میان اسکندر مقدونی و داریوش سوم پادشاه ایران درگرفت. در این نقاشی بیش از ۵۰ نفر در صحنه نبرد به تصویر کشیده شده‌اند.

### اسکندر و داریوش در اثر
اسکندر در سمت چپ و سوار بر اسب خود بوکفالوس دیده می‌شود. چهره او با بسیاری از موهای نرم و موج دار نشان داده شده‌است. موهای او نمونه‌ای از پرتره‌های سلطنتی یونان است که در قرن ۴ قبل از میلاد شکل گرفتند. نگاه اسکندر مقدونی به پادشاه ایرانی (داریوش) دوخته شده و توجه داشته باشید که اسکندر در این اثر موزائیکی از کلاه ایمنی استفاده نمی‌کند تا بتواند به عنوان فاتح بزرگ شناخته شود.
داریوش شاه قطعاً به عنوان دیگر چهره بزرگ در این موزائیک شناخته می‌شود. داریوش و ارابه زرین او قسمت زیادی از موزائیک را در نیمه راست تصویر به دست گرفته‌اند. عناصر ناخوشایند مختلفی پیرامون شاه ایران وجود دارد. در پس زمینه ارابه دار داریوش در تلاش است تا اسب‌های رمیده را آرام کند. اضطراب مشهودی در چهره پادشاه ایران دیده می‌شود، به ویژه در ابروهای در هم رفته و اخم‌های عمیق او. داریوش درحالی که طناب یا مهاربندی در بازوی چپ خود دارد و بازوی راست خود را به سمت اسکندر به نشانه حمله با تمام قوا دراز کرده‌است به تصویر کشیده شده‌است.
درست در مقابل ارابه شاه سربازی قرار دارد که افسار اسب خود را در دست گرفته‌است، پشت اسب با دم برجسته رو به مخاطب به تصویر کشیده شده‌است و این ممکن است به عنوان اشاره به شکست پارسیان و رهبری ضعیف نشان داده شده باشد. در این نقاشی، اسکندر سوار بر اسب در سراسر میدان نبرد به سمت داریوش حرکت می کند و نیزه خود را به سوی سرباز پارسی در حال حمله می زند که از درد عقب می نشیند. در طرف دیگر میدان نبرد، یک سرباز ایرانی دیده می شود که ناامیدانه اسب خود را در میان قتل عام می چرخاند، در حالی که رهبرش با ارابه ای به اسکندر حمله می کند. صحنه نبرد بسیار دقیق و خاطره انگیز است و آن را به یک نقطه کانونی جذاب برای هر بازدید کننده ای از اقامتگاه باشکوه تبدیل می کند.
در این نقاشی برادر داریوش هوخشدره نیز در حالی که خود را برای نجات پادشاه فدا می‌کند به تصویر کشیده شده.

## سرگذشت اثر

### ساخت
این نقاشی پاره‌چین از حدود یک و نیم میلیون کاشی ریز رنگی ساخته شده‌است که در منحنی‌های تدریجی مرتب شده‌اند همچنین مقیاس رنگ موزاییک‌های رومی از نظر درجه‌بندی بسیار غنی می‌باشند زیرا روند جمع‌آوری مواد برای موزاییک در گذشته کاری پیچیده بود، زیرا مقیاس رنگ فقط بر اساس قطعات سنگ مرمر بود که در طبیعت یافت می‌شد.
این اثر معرق، کاری است با جزئیات بسیار ظریف و غیرمعمول که احتمالاً برای یک اقامتگاه خصوصی و توسط شخص یا خانواده ای ثروتمند سفارش داده شده‌است. این موزاییک با ابعاد ۲۷۲ × ۵۱۳ سانتی متر (۸ فوت ۱۱ در × ۱۶ فوت ۸ اینچ) کل کف اتاق را تزئین کرده است. این موزاییک که در دهه ۱۸۳۰ توسط حفاری های مؤسسه باستان شناسی آلمان کشف شد، در ابتدا تصور می شد که صحنه ای از ایلیاد را به تصویر می کشد. با این حال، تحقیقات بیشتر نشان می دهد که این موزاییک در واقع نبرد ایسوس در سال ۳۳۳ قبل از میلاد را به تصویر می کشد، این رویداد مهم درست ۱۵۰ سال قبل از ساخت خانه ای که در آن موزاییک پیدا شد، رخ داد و قدمت ایجاد آن در حدود ۱۲۰ تا ۱۰۰ قبل از میلاد است.

### نسخه بازسازی شده امروزی

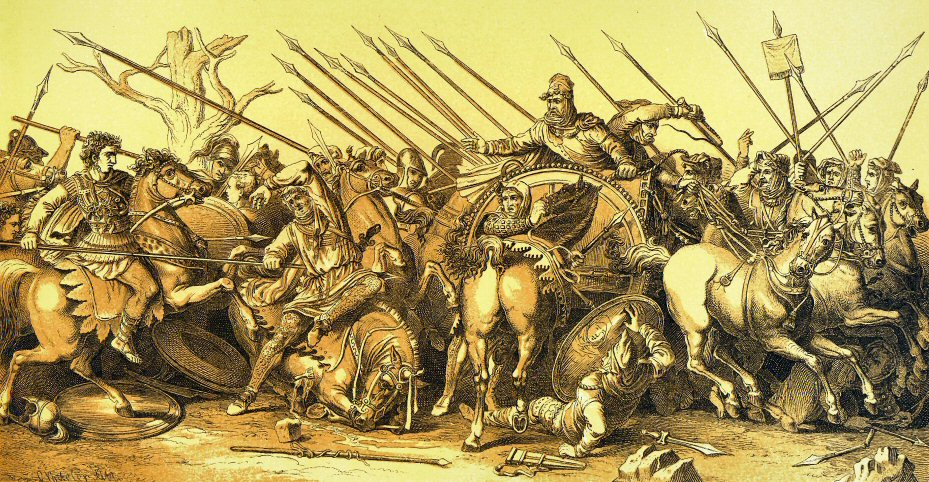
نسخه بازسازی شده نقاشی

در سال ۲۰۰۳ مرکز بین‌المللی مطالعه و آموزش موزاییک (CISIM) در ایتالیا پیشنهاد ساخت نسخه ای بازسازی شده از نقاشی موزائیکی نبرد ایسوس را داد. سپس این پروژه تصویب شد و Severo Bignami و تیم هشت نفره اش مأمور به انجام این پروژه شدند، این تیم موزاییک را به صورت مقاطعی در ۴۴ قاب خشت ساخته و تلاش کردند تا قطعات پاره‌چین را در موقعیت دقیق موجود در پاره‌چین اصلی حفظ کنند.
این پروژه ۲۲ ماه به طول انجامید و هزینه ای معادل ۲۱۶۰۰۰ دلار آمریکا دربرداشت.
ین موزاییک تقریباً از ۱.۵ میلیون پاره چین تشکیل شده است که مکعب‌های کوچکی از شیشه و سنگ هستند. گمان می‌رود که این موزاییک احتمالاً کپی نقاشی قرن چهارم فیلوکسنوس از ارتریا باشد که پلینی بزرگ در آثارش به او اشاره می‌کند.

## نگارخانه

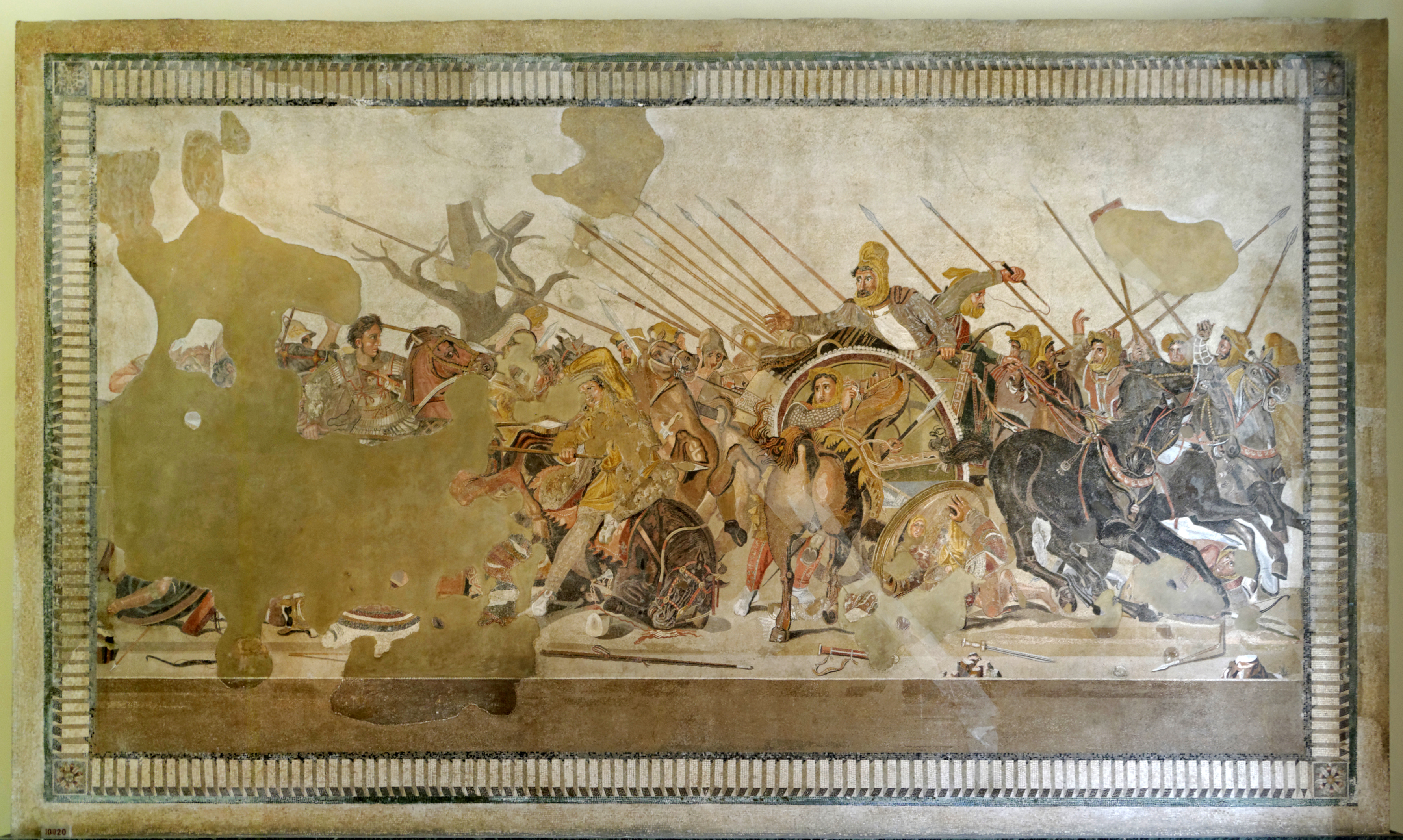
نسخه اصل نقاشی نبرد ایسوس.
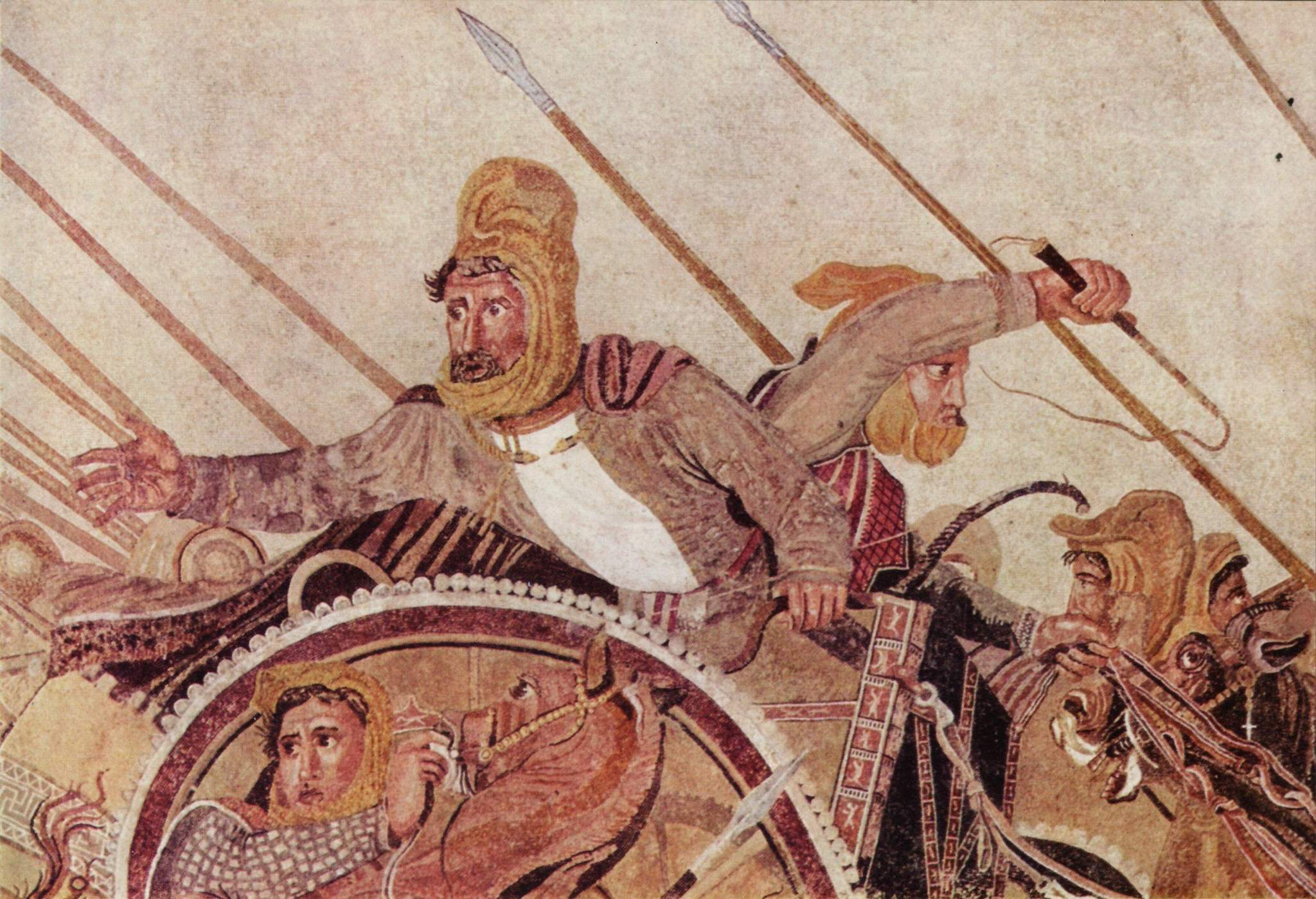
داریوش سوم در نقاشی نبرد ایسوس.
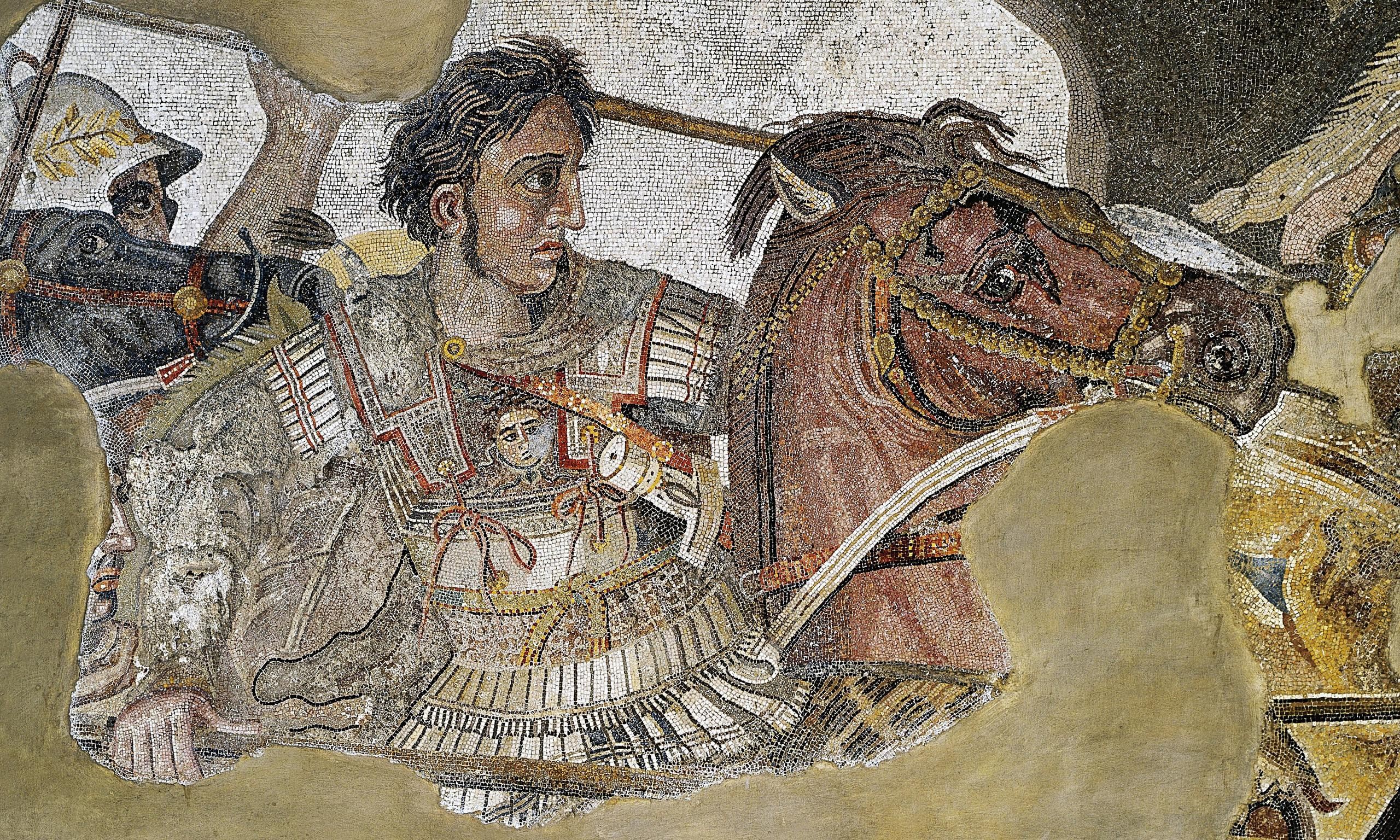
اسکندر مقدونی در نقاشی نبرد ایسوس.